# 暗黒星雲のかなたに

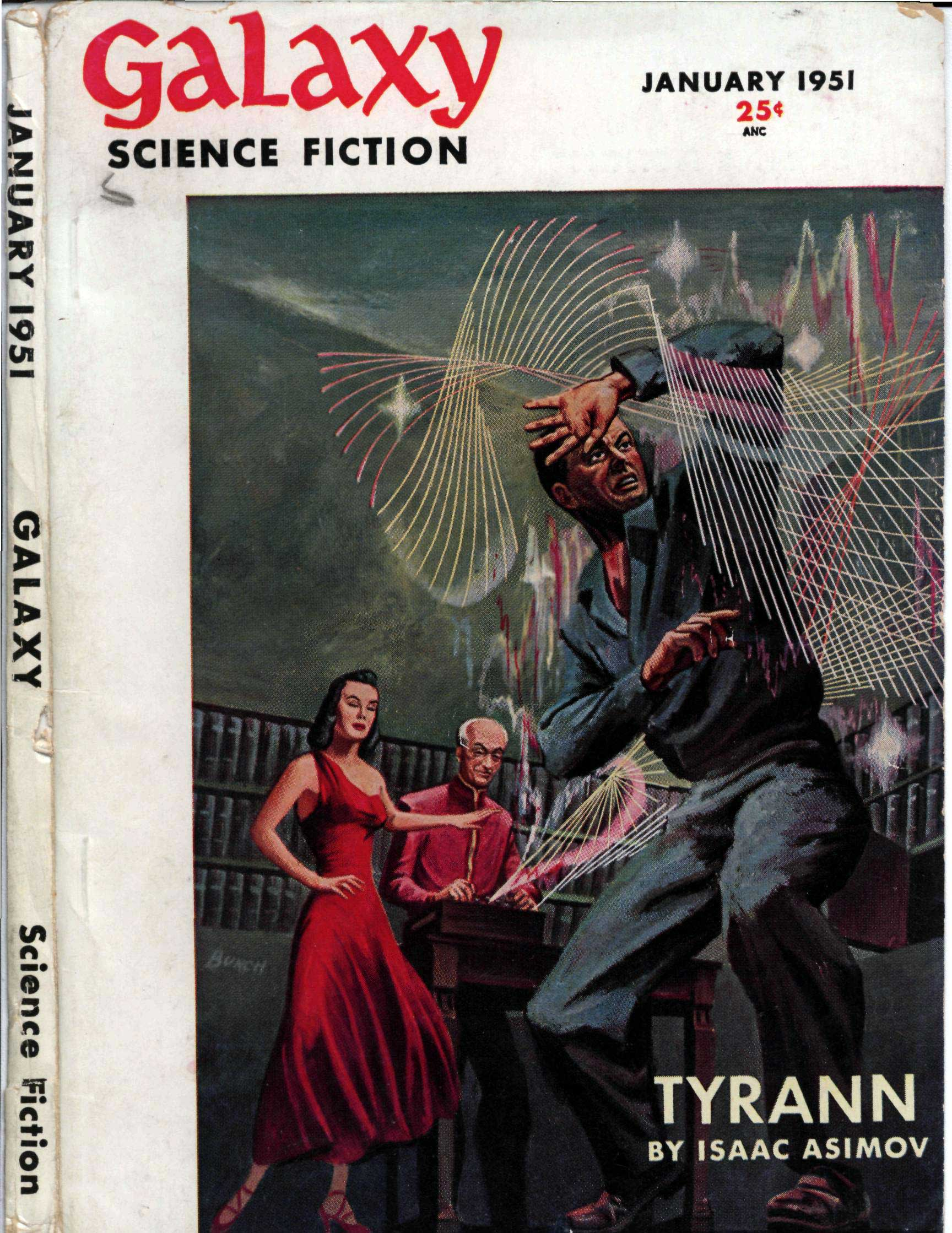
「暗黒星雲のかなたに」は単行本出版に先駆けて、1951年『ギャラクシー・サイエンス・フィクション』誌上に 『ティラン Tyrann』 の題名で連載された。

『暗黒星雲のかなたに』（あんこくせいうんのかなたに、英: The Stars, Like Dust）は、1951年に出版されたアイザック・アシモフ作のサイエンスフィクション・ミステリー小説。 

## 概要
本作は「トランターもの」もしくは「銀河帝国三部作」と呼ばれるシリーズの一つに位置付けられる。本作で描かれる時代は銀河帝国の確立以前、それもトランターが銀河系において重要な位置を占める以前の時代である。主人公は地球の大学に通う一人の若者、星雲諸王国に属する惑星ネフェロスで最大の領主の息子、バイロン・ファリルである。物語は彼の父親がティラニ（新訳版ではティラン帝国）に対する陰謀のかどで捕えられたという知らせから始まる。
ティラニは惑星ティランを発祥とし、馬頭星雲付近の50の惑星を支配している。ティランは支配下に置いた星雲諸国において、支配の継続の一助として科学と宇宙航行を制限している。ティラニの支配者は物語中「帝王」"Khan" と呼ばれている。アシモフは明らかにモンゴル帝国によるルーシの諸公国の支配をモデルとしている。これはファウンデーションシリーズにおいてローマ帝国の衰亡がモデルとなっていることと対照的である（アシモフの参考にした実際の世界史については「ジョチ・ウルス」を参照のこと）。
作中世界における歴史的文脈は極めて興味深く、人類の宇宙進出から長い年月が経過しており、かつトランター帝国が勃興する以前である。しかし、本作の大筋は歴史の流れにはほとんど関係しない小さな陰謀を巡るものである。アシモフの作品中でも若干劣る小説と見做されることがあり、アシモフ自身も「最も気に入っていない小説」と呼んでいる。
本作の連載時のタイトルは Tyrann であり、最初のペーパーバック化の際に The Rebellious Stars と改題された。

## 文脈
物語は本作の一年後に出版された「宇宙の小石」の大昔にあたる。トランター帝国は直接には言及されておらず、遠く離れており、入植から時間が経っておらず、領土拡大の第一波よりも以前であると考えられる。地球は詳しく言及されない核戦争のために放射能を帯びていると説明される。この点はアシモフの後期の作品「ロボットと帝国」と矛盾する。これは「ロボットもの」の最後から何世紀もの時間が経つうちに歴史が混乱したと考えることもできる。馬頭星雲 (Horsehead Nebula) 付近の惑星の住人は、この星雲の名前の由来は冒険家の Horace Hedd であると考えている。その他の説も存在する。バイロンがローディアにおいて地球出身と偽った際には相手に通じず、「シリウス星区にあるちっぽけな惑星ですよ」と紹介している。
同時代的に見れば、アシモフはこれらトランターものを冷戦初期、第三次世界核大戦が現実味を帯びた未来として語られる時代に執筆している。第三次世界核大戦による広範囲・長期にわたる放射能汚染はすくなくとも民話の形では数千年にわたって記憶されたかもしれない。「ロボットと帝国」の執筆時には状況が変化していた。しかし、その間の期間にあたる多くの物語において、地球の汚染とその結果としての放棄について語られており、理由については核大戦以外の理由が与えられているもののこの二つの要素は維持されている。

## あらすじ
地球大学の卒業を間近に控えたバイロン・ファリルは、サンダー・ジョンティにウィデモス領主である自分の父親がティラニにより捕えられ殺されたこと、そして自身の身も危険に晒されていることを告げられる。ファリルは父親に頼まれていた地球の古文書の発見を諦め、ジョンティの忠告に従って被征服惑星の中で最も栄えるローディアに向う。そこで彼はティラニに対する反乱がある惑星で密かに企図されているという噂を耳にする。
ローディア総督の娘アルテミシア・オー・ヒンリアドと総督のいとこギルブレットと共にティラニの宇宙船を奪取して逃げ出したファリルは、惑星リンゲーンを目指す。リンゲーンはティラニによる征服を免れ、「平和的」関係をティラニと結んでいた。
そこで出会ったリンゲーン大公（実はファリルをローディアに送り込んだサンダー・ジョンティの正体であった）は反乱軍の星の情報を持っているようだった。彼とその仲間と共に、ファリルはティラニも足を踏み入れない馬頭星雲の中心部に向けて反乱軍の星を探しに向かう。
ファリルがティラニから奪った宇宙船はティラニの長官サイモック・アラタップの率いる艦隊に追跡されていた。その艦隊には娘といとこの身を案じるローディア総督も同行していた。彼らはファリルから距離を置いて追跡し、ファリルが星雲中心部のある惑星に着陸したことをつきとめる。
リンゲーン大公はその惑星こそが反乱軍の星であると主張する。しかし、生命の兆候はまったく見られない。大公とファリルはアンテナを設置すると言って宇宙船を離れ、二人きりになったところでファリルは大公がティラニの手を使って自分の父親を殺したと批難する。大公はそれを認め、彼の父親の評判が上がりすぎるのを恐れたためだったと語る。
二人は揉み合いになるが、ファリルは彼の父親に心酔していた大公の副官テダー・リゼットの力を借りて大公を取り押さえる。ファリルとリゼットがリンゲーンから同行していたクルーに全てを説明していたとき、ティラニの艦隊がやってきて全員を逮捕してしまう。アラタップはファリル、アーテミシア、ギルブレット、リゼットを尋問し、反乱軍の星の座標を知ろうとするが、誰も知らない。しかし、大公は座標をアラタップに告げる。怒ったリゼットは大公を射殺してしまう。
アラタップがファリルを尋問しているとき、ギルブレットが脱走し、宇宙船の機関室で密かにハイパー原子モーターをショートさせる。その危険を知ったファリルはアラタップになんとか通報し、エンジンは修理されるがギルブレットは負傷し、後に死亡する。
今は亡き大公が明かした座標にスペースジャンプが行われるが、そこには惑星のない白色矮星があるだけだった。アラタップは反乱軍の星は単なる噂であったと思い、ファリルたちを釈放する。アラタップはファリルが総督になることはないと明言したうえで、ファリルとアーテミシアの結婚を許可する。
やがて、反乱軍の星とは実はローディアであること、そして、総督自身が反乱軍を率いていたことが明かされる。彼は努めて神経質で臆病な老人を演じ、彼自身と彼の惑星に対する疑惑を防いでいたのであった。
総督はファリルの父親が探していた古文書を自分が発見し、所持していることを明かす。その文書は未来に来たるべき帝国（おそらくトランター）が銀河を支配することを助けるだろうと彼は語る。そして、その文書とはアメリカ合衆国憲法のことであった。

## 書評
アシモフは自伝にて憲法のくだりは雑誌 Galaxy の編集者 H. L. Gold の発案であると記している。アシモフは Gold の判断は憲法にあまりにも大きな力を与えていて誤りであると感じた。アシモフはこの前提があまりに現実味を帯びていないと思うようになり、Gold がこのくだりを小説にさせようとするのを疎ましく思うようになった。アシモフがこの小説についてどのように思っていたかは別として、彼はこの小説の出版を実際に止めることはついになかった。
最初の出版について、書評家の グロッフ・コンクリン は「想像力豊かな叙述として一級品」という書評を寄せている。アスタウンディング 誌上で、 Villiers Gerson はキャラクターが「一次元的」であるものの小説としては「アシモフのサスペンスストーリーテラーとしての実力」のために成功した作品であると語っている。ニューヨーク・タイムズ は「遠い未来の心躍る冒険物語」という書評を掲載している。
 批評家の Jane Fowler は、「合衆国憲法の再発見を物語上のクライマックスにすることは、宇宙文明が、本書で描かれたような「宇宙封建制」から合衆国憲法をモデルとして新しい何らかの連邦制の民主政体へと変化していくことをほのめかしており、そのことはこの小説を単体として読めば問題はないが、シリーズの一部として読んだとき我々は宇宙文明がそのような道を辿らなかったことを知っているので成立しなくなる。トランターは拡張に次ぐ拡張を続け、銀河全体を帝国の下に収める。トランターと帝国は様々な美点を持ってはいるが、民主政体は採っていない。したがって、合衆国憲法の再発見は実際に新しい政体を産み出すことはなく、いち古文書として再び埋もれる運命である。もちろん、実際にはアシモフは執筆時点でこの作品が包括的な長編の一部となることを完全に理解はしていなかっただろうが」と評している。